# Chislehurst

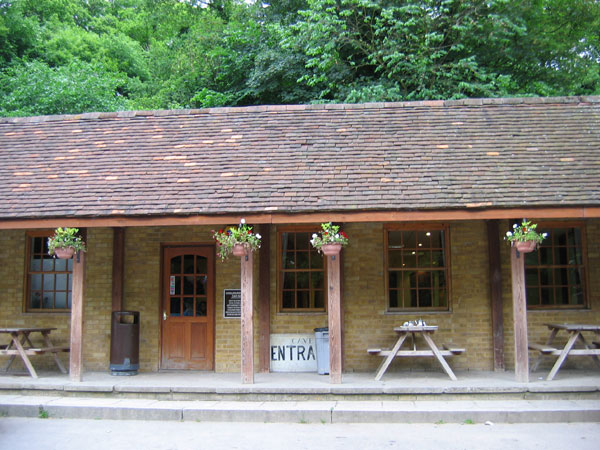
Lối vào Chislehurst Caves

Chislehurst (/[invalid input: 'icon']ˈtʃɪzəlhɜːrst/) là một khu dân cư ngoại ô nằm ở đông nam Luân Đôn, Anh, thuộc Khu Bromley của Luân Đôn.
Chislehurst được coi là một khu vực giàu có và là một trong những nơi sinh sống đắt đỏ nhất tại Bromley. Tây Chislehurst (tuy nhiên lại nằm về phía đông bắc Chislehurst) có thể tiếp cận bằng cách chạy về hướng Mottingham, và khu vực này bao gồm các hồ lớn nhất với nhiều quán rượu và nhà hàng.